# Slaviša Žungul
Slaviša Žungul (* 28. Juli 1954 in Požarevac, SFR Jugoslawien, heute Serbien), in den USA bekannt als Steve Zungul ist ein ehemaliger jugoslawischer Fußballspieler.
Der Stürmer gehörte zur so genannten „goldenen Generation“ (kroat. zlatna generacija) des Vereins Hajduk Split. In den Vereinigten Staaten wurde er in erster Linie durch seine Erfolge im Hallenfußball als „Hallenfußballgott“ (engl. Lord of All Indoors) bekannt.

## Karriere

### Jugoslawien
Žungul wuchs in Kaštel Lukšić in der Nähe Splits auf, wo er auf kleinen Bolzplätzen Fußball spielte. Sein erster Fußballverein war Jugovinil Gomilica aus Kaštel Gomilica, bevor er noch in der Jugend zu Hajduk wechselte.
In der Spielzeit 1972/73 wurde Žungul zum ersten Male in der ersten Liga Jugoslawiens eingesetzt. In den nachfolgenden Jahren gewann er mit Hajduk drei Mal die jugoslawische Meisterschaft und vier Mal den jugoslawischen Pokal.
Für die jugoslawische Nationalmannschaft absolvierte Žungul sein erstes Spiel am 28. September 1974, als er in Zagreb gegen Italien zur Halbzeit eingewechselt wurde. 1976 nahm er teil an der Finalrunde der Europameisterschaft in Jugoslawien, wo er zwei Mal eingesetzt wurde.
Insgesamt spielte er 14 Mal für Jugoslawien, wobei er ohne Torerfolg blieb.

### USA
Ende 1978 erhielt Žungul die Erlaubnis Hajduks, für zwei Monate in den USA zu spielen. Als er sich weigerte, wieder zu Hajduk zurückzukehren, wurde er von der FIFA gesperrt, weil laut der Regeln des jugoslawischen Fußballverbandes nur solche Spieler bei ausländischen Vereinen Verträge unterschreiben durften, die das 28. Lebensjahr vollendet hatten und eine schriftliche Genehmigung des alten Klubs hatten. Er konnte jedoch eine Genehmigung für Hallenfußball erlangen. Erst ab 1983 spielte er auch außerhalb der Halle Fußball.
In den USA spielte Žungul von 1978 bis 1982 bei New York Arrows in der Major Indoor Soccer League, 1983 bis 1984 für die Golden Bay Earthquakes sowohl in der Halle als auch während der Sommersaison in der North American Soccer League.
Nach der Auflösung der North American Soccer League war er 1985 und 1986 für die San Diego Sockers wieder ausschließlich in der Major Indoor Soccer League tätig, bevor er 1986 bis 1988 zu den Tacoma Stars wechselte und nach seiner Rückkehr nach San Diego seine Karriere 1990 schließlich beendete.
Insgesamt spielte Žungul 423 Mal in der Major Indoor Soccer League und erzielte dabei 652 Tore.

### Erfolge
- Auszeichnungen
  - Aufnahme in die National Soccer Hall of Fame 2023[18]
- Fußball
  - Jugoslawischer Meister 1974, 1975 und 1979 (1978/79 nur bis Ende 1978 aktiv)
  - Jugoslawischer Pokalsieger 1973, 1974, 1976 und 1977
  - Wertvollster Spieler der North American Soccer League 1984
  - Torschützenkönig der North American Soccer League 1984
- Hallenfußball (Major Indoor Soccer League)
  - 7 × Meister (1979–1982, 1985, 1986, 1989)
  - 6 × Wertvollster Spieler (1979–1982, 1985, 1986)
  - 6 × Torschützenkönig (1980–1985)
  - 4 × Spieler des Jahres (1980–1982, 1985)